# 伊戈尔·彼得罗夫
伊戈尔·尼古拉耶维奇·彼得罗夫（俄语：Игорь Николаевич Петров，1933年6月27日—2020年4月14日），苏联及俄罗斯海军将领。

## 生平
1933年6月27日生于沃洛格达州安德烈耶夫斯基村。他的父亲在一家木材企业工作，二战前搬至維捷格拉居住。10岁时，他在沃洛格达州的集体农场工作，直至1945年纳粹投降后恢复学业。中学毕业后，他就读于维捷戈尔斯克师范学院历史学系。1952年6月应征入伍，在圣彼得堡的日丹诺夫海军政治学校学习。1954年1月加入苏联共产党。1955年毕业后，在北方舰队从事军队政治工作，担任第20驱逐舰支队第122大队快速级驱逐舰“反射”号团委书记。1956年7月，该驱逐舰改编入第5巡洋舰支队第120驱逐舰大队，他继续担任团委书记职务。1958年11月至1960年9月，在北部舰队政治部指导共青团工作。1960年9月进入列宁军事政治学院海军系学习。1964年6月毕业后回到北方舰队，担任Z级潜艇B-76号负责政治事务的副艇长。1965年9月21日，他在列宁格勒海军基地维修期间加入B-74号潜艇。维修任务完成后，他留在该潜艇上，编入北方舰队第161潜艇大队，并一直服役至1966年5月24日。随后，他被任命为667A型核潜艇K-32号副政治委员。1969年1月至9月，任第12潜艇分舰队政治部副主任。1969年9月至1970年2月，任第3潜艇区舰队政治部第一副主任。1970年2月至1974年2月，任约坎斯克海军基地（奧斯特羅夫諾伊）副政治委员兼政治部主任。之后还担任第11潜艇区舰队政治部主任、军事委员会委员。1976年2月13日晋升海军少将。1978年在列宁军事政治学院进修毕业后，任北方舰队某编队宣传鼓动部长、政治部主任。1984年8月，调任苏联国防部军事理论和军事史研究所社会研究部副主任。1985年11月至1988年7月，任苏联国防部军事史研究所海军部主任。获得历史学副博士学位。1988年7月至1991年2月，任列宁军事政治学院海军系主任。2020年4月14日逝世。